# Andrea Berti Rodrigues
Andrea Berti Rodrigues (3 de enero de 1973) es una deportista brasileña que compitió en judo. Ganó una medalla en los Juegos Panamericanos de 1995, y cuatro medallas en el Campeonato Panamericano de Judo entre los años 1992 y 2001.
Participó en dos Juegos Olímpicos de Verano en los años 1992 y 1996, su mejor actuación fue un decimotercer puesto logrado en Barcelona 1992 en la categoría de –48 kg.

## Palmarés internacional
| Juegos Panamericanos    | Juegos Panamericanos      | Juegos Panamericanos | Juegos Panamericanos |
| Año                     | Lugar                     | Medalla              | Categoría            |
| ----------------------- | ------------------------- | -------------------- | -------------------- |
| 1995                    | Mar del Plata (Argentina) | Medalla de bronce    | –48 kg               |
| Campeonato Panamericano |                           |                      |                      |
| Año                     | Lugar                     | Medalla              | Categoría            |
| 1992                    | Hamilton (Canadá)         | Medalla de bronce    | –48 kg               |
| 1994                    | Santiago de Chile (Chile) | Medalla de bronce    | –48 kg               |
| 1997                    | Guadalajara (México)      | Medalla de plata     | –48 kg               |
| 2001                    | Córdoba (Argentina)       | Medalla de oro       | –48 kg               |